# Eduard Haffner
Johann Samuel Eduard von Haffner (* 3.jul. / 15. August 1804greg. in Riga; † 1.jul. / 13. Januar 1889greg. in Riga) war ein deutsch-baltischer Pädagoge und Universitätsrektor.

## Leben
Eduard Haffner studierte von 1823 bis 1827 an der Kaiserlichen Universität Dorpat Theologie und erwarb 1831 den Dr. phil. an der Universität Rostock. Später lehrte er selbst an der Universität in Dorpat und hatte dort von 1851 bis 1858 das Rektorat inne.